# Fernand Jacquemotte
Pour les articles homonymes, voir Jacquemotte.
 Fernand Albert Jacquemotte , né à Saint-Gilles, le 15 mai 1902 et mort à Moscou, le 25 juin 1960, est un homme politique bruxellois, membre du Parti communiste de Belgique.

## Biographie
Fernand Jacquemotte est le fils de Charles et Emma Jacquemotte et le neveu de Joseph Jacquemotte.
Apprenti-tailleur puis employé commercial, il suit sa famille à Paris en 1910. Il milite dès son adolescence dans les Jeunesses syndicalistes où il occupa des responsabilités à l’échelon du département de la Seine. En 1917, il constitua, sous le pseudonyme de Fernand Jack un groupe de chansonniers révolutionnaires « La Muse Rouge » qui parcourait la France et qui éditait une Revue de propagande révolutionnaire par les arts. Il en fut secrétaire jusqu’en 1928. Il se produit notamment en tant que chanteur à « La Vache enragée », cabaret de Montmartre.      D'abord proche des anarchistes, il rejoint le PCF en 1925. Revenu à Bruxelles en 1928, il rejoint, comme quasi toute sa famille, le PCB et commence à écrire pour l'hebdomadaire puis le quotidien officiel du Parti. Il est notamment actif au sein du Secours rouge international et du Secours ouvrier international et du Comité mondial des amis de l’URSS où il est instructeur pour les pays latins.
En 1929, il est candidat du PCB aux élections provinciales dans le district de Louvain de la province de Brabant, la même année il épouse Fanny Beznos, née en 1907 dans un faubourg de Chișinău en Bessarabie russe (actuellement en Moldavie), militante communiste française issue d’une famille juive. Avec son épouse, il prend part notamment au Congrès mondial contre la guerre impérialiste et pour la défense de l’URSS (dit mouvement Amsterdam-Pleyel) qui eut lieu à Amsterdam du 27 au 29 août 1932.
Fernand Jacquemotte est ensuite le fondateur et le dirigeant principal des Amis de l’Union soviétique en Belgique, son épouse étant secrétaire de l’Union des Femmes contre la guerre impérialiste.
Arrêté le 22 juin 1941, il est détenu au Fort de Huy où il va être le compagnon d’infortune de Julien Lahaut. Tous les deux sont déportés au camp de concentration de Neuengamme puis en juillet 1944 au camp de concentration de Mauthausen. « L'effroyable voyage fut long à souhait. Enchaînés l'un à l'autre, les quatre compagnons quittèrent Neuengamme à pied. Ils furent transférés de Hambourg I, de là à Hambourg II. Puis à Hanovre. De Hanovre ils allèrent à Halle et de Halle à Weimar. On les enferma à la prison de Prague. D'où, après un arrêt à la prison de Linz, ils gagnèrent le camp de Mauthausen.»
Rentré des camps de la mort, Fernand Jacquemotte apprend que son épouse Fanny fut d’abord déportée à Ravensbrück puis fut transférée à Auschwitz-Birkenau où elle fut « exterminée » en tant que juive.
Membre du comité central du PCB, Fernand Jacquemotte est élu député de l’arrondissement de Thuin en 1946, il est réélu en 1949 mais ne le sera plus à partir des élections législatives de 1950.
Jusqu’à son décès, Fernand Jacquemotte consacrera l’essentiel de son action et de son énergie à la direction des Amitiés belgo-soviétiques qui furent créées au lendemain de la libération.
Sous son pseudonyme de Fernand Jack, il est l'un des personnages du roman la Muse rouge de Véronique de Haas, prix du quai des orfèvres en 2022.